# Kargil

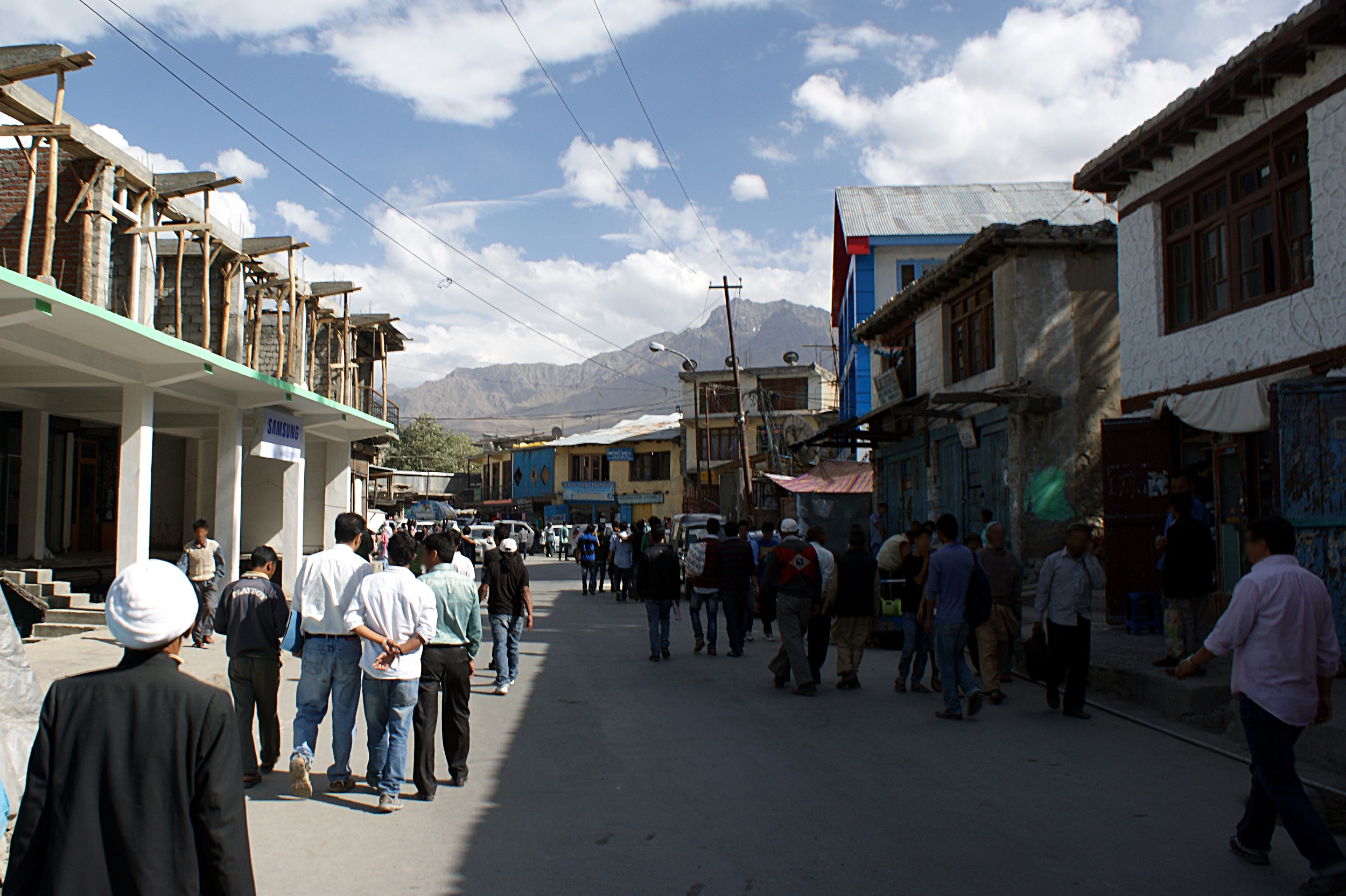
Markt in Kargil

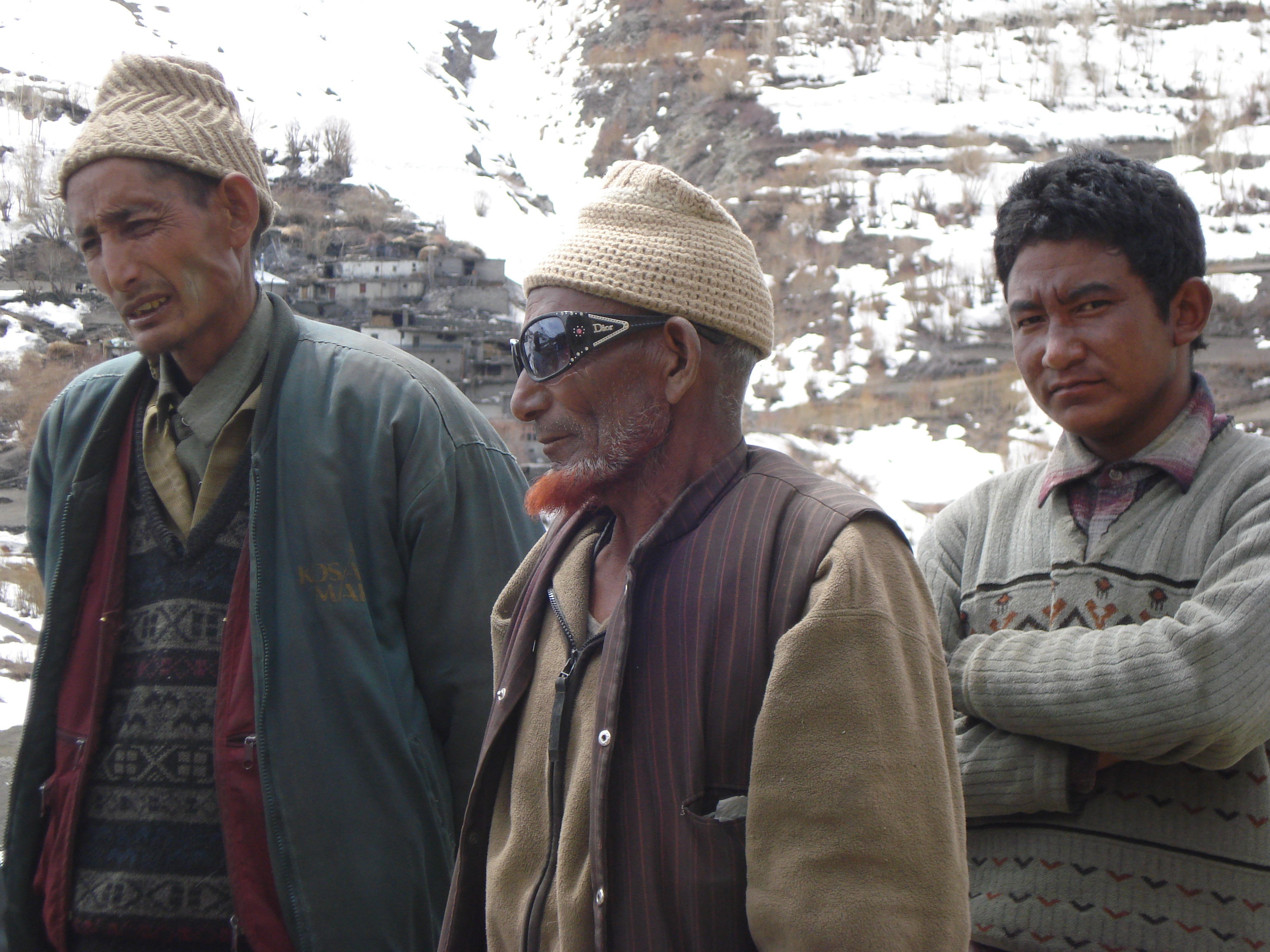
Menschen in Kargil

Kargil (Urdu کرگل  Balti; Ladakhi ཀར་གིལ) ist eine Stadt (Municipal Committee) im indischen Unionsterritorium Ladakh.
Kargil ist Verwaltungssitz des gleichnamigen Distrikts. Sie ist die zweitgrößte Stadt in Ladakh nach Leh.
Im Jahr 2011 betrug die Einwohnerzahl von Kargil 16.338. 19 % der Einwohner sind Hindus, 77 % Muslime, 2,2 % Sikhs.

## Geographie
Kargil liegt am Unterlauf des Suru, an der Einmündung des Wakha, 25 km oberhalb der Mündung des Suru in den Indus. Die Stadt liegt auf einer Höhe von 2676 m. Die LOC verläuft 10 km nördlich der Stadt. Auf der anderen Seite dieser Grenzlinie befindet sich Gilgit-Baltistan (Pakistan).
Die Stadt liegt 60 km von Dras und 204 km von Srinagar im Westen, 234 km von Leh im Osten, 240 km von Padum im Südosten und 1047 km von Delhi im Süden entfernt.

## Klima
Wie andere Gebiete im Himalaya hat Kargil ein gemäßigtes Klima. Die Sommer sind heiß mit kühlen Nächten und die Winter sind lang und kalt mit Temperaturen bis −48 °C.
Der durchschnittliche Jahresniederschlag beträgt 318 mm.
|                       | Jan   | Feb   | Mär  | Apr  | Mai  | Jun  | Jul  | Aug  | Sep  | Okt  | Nov  | Dez  |   |      |
| Mittl. Tagesmax. (°C) | −4,3  | −1,6  | 4,3  | 13,5 | 20,9 | 25,7 | 29,2 | 28,6 | 24,2 | 17,8 | 9,8  | 0,9  | ⌀ | 14,2 |
| Mittl. Tagesmin. (°C) | −13,2 | −11,9 | −4,9 | 3,3  | 9,0  | 13,3 | 17,4 | 17,0 | 12,0 | 4,9  | −1,6 | −8,1 | ⌀ | 3,2  |
|                       |       |       |      |      |      |      |      |      |      |      |      |      |   |      |
| Niederschlag (mm)     | 46    | 51    | 82   | 35   | 26   | 11   | 7    | 10   | 10   | 8    | 6    | 26   | Σ | 318  |

| −13,2 |

| −11,9 |

| −4,9 |

| 3,3 |

| 9,0 |

| 13,3 |

| 17,4 |

| 17,0 |

| 12,0 |

| 4,9 |

| −1,6 |

| −8,1 |

| −13,2 |

| −11,9 |

| −4,9 |

| 3,3 |

| 9,0 |

| 13,3 |

| 17,4 |

| 17,0 |

| 12,0 |

| 4,9 |

| −1,6 |

| −8,1 |

## Verkehr
Der National Highway 1D, der Srinagar mit Leh verbindet, führt durch Kargil. Kargil besitzt einen Flughafen.
Eine ganzjährig befahrbare Straße verband früher Kargil mit Skardu, einer Stadt in Gilgit-Baltistan. Seit dem Ersten Indisch-Pakistanischen Krieg von 1948 ist die Straße geschlossen. Die indische Regierung möchte die Straße als eine humanitäre Geste öffnen, die pakistanische Regierung lehnt dies ab.

## Geschichte
Das heutige Kargil ist nicht die Hauptstadt der historischen Region Purig, in der es liegt. Purig bestand aus einer Reihe von unabhängigen Königreichen wie Chiktan, Phokhar, Sodh und dem Suru Tal. Diese kleinen Reiche führten oft untereinander Krieg. Gasho „Thatha Khan“ ein vertriebener Prinz war im 9. Jahrhundert wahrscheinlich der erste Herrscher, der die zerstrittenen Reiche vereinigte. Ein anderer Sultan von Purig erweiterte das Reich um Zanskar, Pashkum und Sodh, was ungefähr dem heutigen Distrikt Kargil entspricht. Er wird als der Purig Sultan bezeichnet. Seine Hauptstadt war Karpokhar im Tal des Suru.
Es heißt, dass die Zeit von Ali Sher Khan Anchan, einem Fürsten aus Skardu, im späten 16. und frühen 17. Jahrhundert großen Einfluss auf die Region hatte. Dieser Herrscher aus Baltistan eroberte die meisten Fürstentümer Purigs und führte die Balti Kultur ein. Danach wurden Baltistan, Purig, Zanskar und der heute Distrikt Leh seit der ersten Hälfte des 19. Jahrhunderts bis 1947 als eine Verwaltungseinheit geführt als die LOC Skardu von Kargil trennte.
Vor der Teilung Indiens 1947 war Kargil Teil des Distrikts Baltistan von Ladakh, einer dünn besiedelten Region mit verschiedenen Sprachgruppen, unterschiedlichen Volksgruppen und Religionen in weitgehend von der Welt abgeschnittenen Tälern in den höchsten Bergen der Welt. Der Erste Indisch-Pakistanische Krieg (1947–1948) endete mit der LOC, der den Distrikt Baltistan auftrennte und wo Kargil auf der indischen Seite in der Division Ladakh des indischen Staates Jammu und Kashmir lag. Am Ende des Dritten Indisch-Pakistanischen Krieges 1971 unterzeichneten die beiden Staaten das Shimla-Abkommen, in dem sie festlegten keine militärischen Auseinandersetzungen um die Grenze mehr zu führen.
1999 drangen pakistanische Streitkräfte in das Gebiet ein, die von Indien aber im Kargil-Krieg zurückgeschlagen wurden. Das Gebiet, in dem gekämpft wurde, war ein 160 km langer Streifen von Gebirgskämmen oberhalb der einzigen Straße von Srinagar nach Leh. Die Militärposten auf diesen Gebirgskämmen liegen in einer Höhe von 5000 m und an einigen Stellen auch auf 5485 m.